# 老師的黑板
《老師的黑板》（波斯語：تخته سیاه）是2000年由伊朗導演莎米拉·馬克馬巴夫執導的電影作品。本片獲選為坎城影展正式競賽片，並獲得評審團獎。

## 劇情
在兩伊戰爭期間，一群流浪的庫德族老師們揹著大黑板，在靠近伊拉克邊境的伊朗鄉間四處尋找可以教導的學生，雷萬(Reeboir)在山間找到一群在邊境搬運走私物品的小孩，薩伊則沿著河畔跟著一群想要返回家鄉的難民。

## 外部連結
- 互联网电影数据库（IMDb）上《老師的黑板》的资料（英文）